# Teampiece
Teampiece är en variant av estradpoesitävlingen Poetry Slam. Teampiece kan på svenska översättas med "lagdikt", det innebär alltså att fler än en person skriver och framför en dikt tillsammans på en scen. Reglerna är samma som i ett vanligt Poetry Slam (tre minuter, skrivet själv, ingen rekvisita), med skillnaden att man är flera personer på scen. Det vanligaste är att en teampiece-dikt görs och framförs av tre poeter. Dikten kan vara skriven av en eller flera av poeterna.